# Liste der denkmalgeschützten Objekte in Grafenegg
Die Liste der denkmalgeschützten Objekte in Grafenegg enthält die 25 denkmalgeschützten, unbeweglichen Objekte der Gemeinde Grafenegg im niederösterreichischen Bezirk Krems-Land.

## Denkmäler
| Foto |                 | Denkmal                                                                  | Standort                                          | Beschreibung | Metadaten |
| ---- | --------------- | ------------------------------------------------------------------------ | ------------------------------------------------- | --- | --- |
| ja   | Datei hochladen | Pfarrhof, sog. Nagelhof HERIS-ID: 49660 Objekt-ID: 53611                 | Hauptstraße 33 Standort KG: Engabrunn             | Der sogenannte Naglhof, einst Sitz des Grafenegger Herrschaftsverwalters und ab 1683 Lesehaus und Weinschank des Stiftes Dürnstein, wurde 1760 als Pfarrhof adaptiert. Der zweigeschoßige, kubische Bau ist durch Kordonbänder schlicht gegliedert und durch ein Walmdach mit Zwerchgiebel gedeckt. Im Unter- und Obergeschoß haben die Räume Kreuzgratgewölbe und Stichkappentonnen mit angeputzten Graten aus dem späten 16. Jahrhundert und straßenseitig gekehlte Flachdecken mit Putzschnittspiegeln des 18. Jahrhunderts. Der Mittelrisalit, möglicherweise ein ehemaliger Erker der Renaissance, hat in beiden Geschoßen ausgeschiedene Kreuzgratgewölbe aus dem späten 16. Jahrhundert. Zur Ausstattung zählen biedermeierliche Öfen aus der ersten Hälfte des 19. Jahrhunderts. | BDA-Hist.: Q38035366 Status: § 2a Stand der BDA-Liste: 2025-06-30 Name: Pfarrhof, sog. Nagelhof GstNr.: .41/1 |
| ja   | Datei hochladen | Kath. Pfarrkirche hl. Sebastian HERIS-ID: 49659 Objekt-ID: 53610         | Kirchengasse 10, gegenüber Standort KG: Engabrunn | Die am südlichen Ortsrand etwas erhöht gelegene Pfarrkirche hl. Sebastian ist ein spätgotischer Saalbau mit gedrungenem Westturm und eingezogenem Chor. Der ursprünglich nördlich der Kirche auf dem heutigen Kirchenplatz gelegen Friedhof wurde 1787 an die Südseite verlegt. Der vorgestellte Westturm ist durch einen wuchtigen, dreigeschoßigen Baukörper gekennzeichnet, der bis zur Firsthöhe des Langhauses aufragt. Er hat an den Ecken eine Putzritzquaderung sowie an der Nord- und Südseite Spitzbogenarkaden. Im dritten Geschoß gibt es nord- und südseitig je ein gekuppeltes, segmentbogiges Schallfenster. Bekrönt wird der Turm durch einen Kranz aus Spitz- und Rundgiebeln sowie einen achtseitigen, gemauerten Pyramidenhelm. Langhaus und Chor sind durch einheitlich zweibahnige Spitzbogenfenster mit jeweils unterschiedlichem Maßwerk geöffnet und werden durch dreifach abgetreppte Strebepfeiler gestützt. Das dreijochige Langhaus ist nordseitig im mittleren Joch durch ein 1972 freigelegtes, reich verstäbtes Schulterbogenportal zugänglich. Daneben ist im östlichen Joch ein mit 1522 bezeichnetes, reliefiertes Wappen mit Weinhauerwerkzeug angebracht. Am Strebepfeiler ist ein Maskengesicht mit Astwerkstab zu sehen. Über der chorseitigen Giebelwand befindet sich ein Astwerkkreuz. Der eingezogene, einjochige Chor hat einen Fünfachtelschluss. Nördlich ist die zweijochige Sakristei des 16. Jahrhunderts angebaut. | BDA-Hist.: Q24481021 Status: § 2a Stand der BDA-Liste: 2025-06-30 Name: Kath. Pfarrkirche hl. Sebastian GstNr.: .88 Pfarrkirche Engabrunn                                                                                        |
| ja   | Datei hochladen | Bildstock HERIS-ID: 109974 Objekt-ID: 127621                             | Grafenegg 10, in der Nähe Standort KG: Etsdorf    | Laut einer Bauakte der Herrschaft Grafenegg ließ die verwitwete Gräfin Catharina von Verdenberg den Bildstock 1653 von dem Steinmetzmeister Wolf Gottsreiten errichten. Ursprünglich stand er vor dem Wiener Tor des Schlosses Grafenegg, musste jedoch in den 1980er Jahren einem Parkplatz weichen und wurde eingelagert. Nach einer Renovierung durch den Restaurator Sebastian Jan Bunia wurde die Säule am Ufer des Mühlkamps wieder aufgestellt. Der Schaft erhebt sich über einem vierseitigen Sockel. Er zeigt an der Vorderseite ein Arma-Christi-Relief, darüber einen Engelskopf und ganz oben eine Kartusche mit der Stifterinschrift. An den seitlichen Flächen ist jeweils eine fünfblättrige Rose zu sehen. Der verschollene Aufsatz, der auf älteren Fotografien noch zu sehen ist, zeigte laut Literatur eine Darstellung vom Typ Mariä Verkündigung. | BDA-Hist.: Q37816395 Status: Bescheid Stand der BDA-Liste: 2025-06-30 Name: Bildstock GstNr.: 402 |
| ja   | Datei hochladen | Pfarrhof HERIS-ID: 49671 Objekt-ID: 53646                                | Hauptstraße 7 Standort KG: Etsdorf                | Der gegen Ende des 18. Jahrhunderts errichtete Pfarrhof von Etsdorf ist ein zweigeschoßiger Bau mit Walmdach und querliegendem Wirtschaftstrakt. Er hat eine josephinische Fassadierung mit genutetem Erdgeschoß. | BDA-Hist.: Q38035386 Status: § 2a Stand der BDA-Liste: 2025-06-30 Name: Pfarrhof GstNr.: 92 |
| ja   | Datei hochladen | Kath. Pfarrkirche hl. Jakob der Ältere HERIS-ID: 49670 Objekt-ID: 53644  | gegenüber Hauptstraße 11 Standort KG: Etsdorf     | Die an der Durchgangsstraße gelegene Pfarrkirche hl. Jakobus der Ältere ist ein barocker Saalbau mit mittelalterlichem Kern, einem barockisierten, gotischen Chor und einem barocken Westturm. Das 1730 bis 1733 umgebaute Langhaus ist durch kurze Rundbogenfenster geöffnet. Der Chor aus dem 14. Jahrhundert mit Fünfachtelschluss und mächtigen Strebepfeilern hat im Polygon zugemauerte Spitzbogenfenster mit Resten von Dreipass- und Flächenmaßwerk. Die eingeschoßige Sakristei im Norden stammt vom gotischen Bau. Südseitig liegt eine zweigeschoßige Sakristei von 1847. Der dreigeschoßige Westturm ist der glatten Giebelwand vorgestellt. Er wurde in der ersten Hälfte des 18. Jahrhunderts errichtet. Sein hohes Glockengeschoß ist durch Eckpilaster und Uhrengiebel gegliedert. Der Turm wird von einem Zwiebelhelm bekrönt. Westlich davon liegt eine quadratische Vorhalle. | BDA-Hist.: Q24482454 Status: § 2a Stand der BDA-Liste: 2025-06-30 Name: Kath. Pfarrkirche hl. Jakob d. Ä. GstNr.: .77 Pfarrkirche Etsdorf                                                                                        |
| ja   | Datei hochladen | Bildstock HERIS-ID: 67692 Objekt-ID: 80670                               | gegenüber Hauptstraße 59 Standort KG: Etsdorf     | Der abgefaste Pfeiler mit Pyramidenverdachung und Kreuzaufsatz wird aufgrund seines doppelten Kaffgesims, einem spätgotischen Stilelement, in das 16. Jahrhundert datiert. | BDA-Hist.: Q38117402 Status: § 2a Stand der BDA-Liste: 2025-06-30 Name: Bildstock GstNr.: 1388/4 |
| ja   | Datei hochladen | Bildstock HERIS-ID: 67680 Objekt-ID: 80656                               | Kellergasse, Etsdorf Standort KG: Etsdorf         | Nördlich des Ortes steht am Ende der Kellergasse ein mit 1709 bezeichnete Breitpfeiler mit geschweiftem Abschluss, der im späten 18./frühen 19. Jahrhundert errichtet wurde. Anmerkung: an der Kellergasse L7012 beginnend bei Bahnübergang bis zur Kreuzung Hauptstraße Engabrunn | BDA-Hist.: Q38117367 Status: § 2a Stand der BDA-Liste: 2025-06-30 Name: Bildstock GstNr.: 1387/6 Etsdorf Kellergasse Bildstock                                                                                                   |
| ja   | Datei hochladen | Gnadenstuhl HERIS-ID: 67687 Objekt-ID: 80663                             | vor Kirchengasse 10 Standort KG: Etsdorf          | Hinter der Pfarrkirche befindet sich auf einem hohen Postament eine skulptierte Kartusche mit Cherubkopf, einem Kapitell mit Festons und einer bekrönenden Dreifaltigkeitsgruppe mit thronendem Gottvater. | BDA-Hist.: Q38117394 Status: § 2a Stand der BDA-Liste: 2025-06-30 Name: Gnadenstuhl GstNr.: 1391/84 |
| ja   | Datei hochladen | Pranger HERIS-ID: 67683 Objekt-ID: 80659                                 | vor Rathausstraße 20 Standort KG: Etsdorf         | Der Pranger in der Mitte des Dorfes wurde im späten 17. Jahrhundert errichtet. Er hat einen prismatischen Unterbau und einen quaderförmigen Sockel sowie eine Säule mit Rundwulst und Pyramidenaufsatz. | BDA-Hist.: Q38117378 Status: § 2a Stand der BDA-Liste: 2025-06-30 Name: Pranger GstNr.: 1391/6 |
| ja   | Datei hochladen | Sagmüllner-Kapelle HERIS-ID: 58832 Objekt-ID: 69683                      | Hauptstraße 65, bei Standort KG: Etsdorf          | Die in der zweiten Hälfte des 19. Jahrhunderts auf Veranlassung von Maria Sagmüller errichtete Kapelle ist ein kleiner, durch eine vergitterte Tür zugänglicher Bau mit Ziegeldach, einem Dachreiter aus Blech und einem bunten Glasfenster, der an der hinteren Ecke mit einem zweigeschoßigen gemauerten Bildstock mit zwei Nischen und Gittertürchen verbunden ist. Die Decke ist mit einem Sternenhimmel bemalt, zeigt in der Mitte den Heiligen Geist und an den vier Ecken gemalte Engelsköpfe. Der gemauerte Altar an der Stirnwand verfügt über eine Nische für das Heilige Grab sowie über einen hölzernen Aufbau mit einer Statue der Maria mit Kind. Zur Ausstattung zählen mehrere Bilder, Figuren und ein Betschemel. | BDA-Hist.: Q38084935 Status: § 2a Stand der BDA-Liste: 2025-06-30 Name: Sagmüllner-Kapelle GstNr.: 1386/3 Sagmüllner-Kapelle Etsdorf                                                                                             |
| ja   | Datei hochladen | Ortskapelle hl. Johannes der Täufer HERIS-ID: 58834 Objekt-ID: 69685     | gegenüber Ortsring 34 Standort KG: Grunddorf      | Die 1755 errichtete und 1837 umgebaute Ortskapelle hl. Johannes der Täufer ist ein zweijochiger, mit flachen Platzln gewölbter Bau mit Rundbogenapsis und einem eingezogenen Fassadenturm zwischen Giebelschrägen. Das mit 1839 bezeichnete Altarbild wurde von Eduard Ritter gemalt und stellt die Taufe Christi dar. Die Glocke wurde 1770 von Franz Rodtlmayer gegossen. | BDA-Hist.: Q38084945 Status: § 2a Stand der BDA-Liste: 2025-06-30 Name: Ortskapelle hl. Johannes der Täufer GstNr.: .39 |
| ja   | Datei hochladen | Kath. Pfarrkirche hl. Ulrich HERIS-ID: 49862 Objekt-ID: 54117            | bei Kirchenplatz 9 Standort KG: Haitzendorf       | Die Pfarrkirche hl. Ulrich an der Durchgangsstraße inmitten des Ortes hat einen gotischen Chor aus der Mitte des 14. Jahrhunderts, einen vorgestellten Westturm des 16. Jahrhunderts und ein barockes Langhaus aus der ersten Hälfte des 18. Jahrhunderts. Das Langhaus, dessen ungegliederte Wandflächen durch Rundbogenfenster geöffnet sind, stammt im Kern aus der zweiten Hälfte des 14. Jahrhunderts. Im Süden liegt eine neugotische Vorhalle vor dem spätgotischen Schulterbogenportal in profilierter spitzbogiger Rahmung. Im Tympanon gibt es Reste von Fresken. Der zweigeschoßige, im Kern gotische (?), Mitte des 16. Jahrhunderts und im Jahr 1777 ausgebaute Westturm verfügt über ein kleines Dreipassfenster und im Glockengeschoß über vier neugotische, zweibahnige Maßwerkfenster. Westlich anschließend führt ein Verbindungsgang über eine Durchfahrt zum Pfarrhof. Der Chor hat einen Fünfachtelschluss und Strebepfeiler. Seine Rundbogenfenster wurden im 18. Jahrhundert eingebaut. In der Nordseite des Chors befindet sich das Epitaph des Bernhard I. Thurzo aus der Renaissance. An der Ostseite liegt unter einem pilastergegliederten Vorbau aus der ersten Hälfte des 18. Jahrhunderts, der im Giebel das Breuner Wappen trägt, ein Gruftabgang. | BDA-Hist.: Q24729685 Status: § 2a Stand der BDA-Liste: 2025-06-30 Name: Kath. Pfarrkirche hl. Ulrich GstNr.: .11 Pfarrkirche Haitzendorf                                                                                         |
| ja   | Datei hochladen | Pfarrhofanlage Haitzendorf HERIS-ID: 113161 Objekt-ID: 131409seit 2020   | Kirchenplatz 9 Standort KG: Haitzendorf           | Der Pfarrhof wurde 1694 bis 1709 von Jakob Prandtauer in Verbindung mit mächtigen Wirtschaftsbauten als kleine Sommerresidenz der Pröpste von Herzogenburg errichtet. Die weitläufige Anlage mit Wohnbau, Wirtschaftsgebäuden und Gartenpavillon ist von einer Umfassungsmauer umgeben. Anmerkung: Der Eintrag war bis 2019 in drei Objekte geteilt, nähere Beschreibungen unter den ehemaligen Denkmälern. | BDA-Hist.: Q38036542 Status: Bescheid Stand der BDA-Liste: 2025-06-30 Name: Pfarrhofanlage Haitzendorf GstNr.: .12/1, .54, 93, 95 Pfarrhof Haitzendorf                                                                           |
| ja   | Datei hochladen | Schloss Grafenegg HERIS-ID: 33942 Objekt-ID: 31764                       | Grafenegg 1 (Schloss) Standort KG: Kamp           | Schloss Grafenegg liegt südlich des Ortes Grafenegg. Es gehört mit Burg Kreuzenstein und Schloss Anif bei Salzburg zu den bedeutendsten Schlossbauten des romantischen Historismus in Österreich. | BDA-Hist.: Q2241259 Status: Bescheid Stand der BDA-Liste: 2025-06-30 Name: Schloss Grafenegg GstNr.: 291, 506 Schloss Grafenegg                                                                                                  |
| ja   | Datei hochladen | Gutshofsiedlung des Schlosses Grafenegg HERIS-ID: 46400 Objekt-ID: 48386 | Grafenegg 11-12 Standort KG: Kamp                 | Die Gutshofsiedlung des Schlosses Grafenegg besteht unter anderem aus einem Pförtnerhaus mit Kreuzdach und Türmchen, zwei eingeschoßigen Wirtschaftstrakten, einer Mühle, mehreren Wohnhäusern, einem Verwalterhaus und einem großen Meierhof. Anmerkung: Der mächtige Schüttkasten mit Satteldach liegt nicht im geschützten Bereich. | BDA-Hist.: Q38021186 Status: Bescheid Stand der BDA-Liste: 2025-06-30 Name: Gutshofsiedlung des Schlosses Grafenegg GstNr.: .3, .4/1, .53, .54, .56, .57, 289/3, 291, 510, .4/2, .5, .8, 512 Schloss Grafenegg - Gutshofsiedlung |
| ja   | Datei hochladen | Herkulesgruppe HERIS-ID: 77104 Objekt-ID: 90709                          | Standort KG: Kamp                                 | Eine steinerne Freiplastik Herkules, den Stier bezwingend, auf Quadersockel, 2. Hälfte 17. Jahrhundert. War ein Inventar des (nicht erhaltenen) Barockgartens von Schloss Grafenegg. Ortsüblich Grafenegger Riese genannt. Wurde 1999 durch einen Verkehrsunfall weitgehend zerstört und 2000/01 rekonstruiert. | BDA-Hist.: Q38148503 Status: § 2a Stand der BDA-Liste: 2025-06-30 Name: Herkulesgruppe GstNr.: 649 |
| ja   | Datei hochladen | Ortskapelle Hl. Dreifaltigkeit HERIS-ID: 50589 Objekt-ID: 55698          | gegenüber Hauptplatz 1 Standort KG: Sittendorf    | Die Ortskapelle Hl. Dreifaltigkeit ist ein rechteckiger Bau mit Lisenengliederung und eingezogener Halbkreisapsis. Sie ist mit 1766 bezeichnet. Die Fassade hat einen geschweiften Giebel und einen Dachreiter. Der Innenraum verfügt über eine gekehlte Flachdecke mit doppeltem Putzschnittspiegel. Der Altar hat ein schlichtes Volutenretabel mit einem Altarbild der Hl. Dreifaltigkeit aus dem dritten Viertel des 18. Jahrhunderts. | BDA-Hist.: Q38041016 Status: § 2a Stand der BDA-Liste: 2025-06-30 Name: Ortskapelle Hl. Dreifaltigkeit GstNr.: .55 |
| ja   | Datei hochladen | Wohn- und Wirtschaftsgebäude HERIS-ID: 33383 Objekt-ID: 30838            | Neustift 32 Standort KG: Sittendorf               | Der ein- bis zweigeschoßige Gutshof ist eine vierflügelige Anlage, die vom 16. bis ins 19. Jahrhundert errichtet wurde. Südlich ist ein eingeschoßiger Trakt mit biedermeierlicher Fassade aus der ersten Hälfte des 19. Jahrhunderts angebaut. Daran anschließend liegt das Hoftor mit geschweiftem Giebel und Gehtürl. Der zweigeschoßige Haupttrakt hat genutete Fenster, Wappenkeilsteine und eine Durchfahrt, die durch eine Stichkappentonne gewölbt ist. Innen befinden sich im Erdgeschoß Kreuzgewölbe mit stark angeputzten Graten und im Schüttboden eine Stichkappentonne mit überkreuzten Graten aus der zweiten Hälfte des 16. Jahrhunderts. | BDA-Hist.: Q37951960 Status: Bescheid Stand der BDA-Liste: 2025-06-30 Name: Wohn- und Wirtschaftsgebäude GstNr.: 123/2 Gutshof Sittendorf 12, Grafenegg                                                                          |
| ja   | Datei hochladen | Gutshof/Meierhof HERIS-ID: 58092 Objekt-ID: 68543                        | Neustift 29 Standort KG: Sittendorf               | Der eingeschoßige, traufständige Bau stammt im Kern aus dem 16./17. Jahrhundert. Er verfügt über ein Stichkappengewölbe und über Flachdecken mit Putzdekor. | BDA-Hist.: Q38080444 Status: Bescheid Stand der BDA-Liste: 2025-06-30 Name: Gutshof/Meierhof GstNr.: .14 Gutshof Sittendorf 13, Grafenegg                                                                                        |
| ja   | Datei hochladen | Wohn- und Wirtschaftsgebäude HERIS-ID: 32927 Objekt-ID: 30159            | Neustiftstraße 16 Standort KG: Sittendorf         | Der zweigeschoßige, traufständige Bau des 18. Jahrhunderts hat einen Kern, der möglicherweise auf ein ehemaliges Kloster des 16. Jahrhunderts zurückgeht. Im Obergeschoß sind Fenstersohlbänke vom älteren Kern erhalten. Außerdem gibt es Wellengitter und Fensterkörbe aus dem 18. Jahrhundert. Das Hoftor ist im geschweiften Giebel mit 1790 bezeichnet. An der Ostseite ist ein Haussegenschild zu sehen, eine hölzerne Skulpturengruppe der Hl. Dreifaltigkeit mit Cherubsköpfen in Wolkenglorie, die vermutlich gegen Ende des 18. Jahrhunderts angefertigt wurde. Die Eingangshalle ist durch eine Stichkappentonne mit angeputzten Graten gewölbt. An der Ostseite liegt ein emporenartiger Einbau auf Pfeilern mit angeputzten Rechteckfeldern an der Brüstung. Im Obergeschoß sind Räume mit gekehlten Flachdecken und Putzdekor zu sehen. | BDA-Hist.: Q37949862 Status: Bescheid Stand der BDA-Liste: 2025-06-30 Name: Wohn- und Wirtschaftsgebäude GstNr.: .16/1 Gutshof Sittendorf 17, Grafenegg                                                                          |
| ja   | Datei hochladen | Bildstock HERIS-ID: 77102 Objekt-ID: 90707                               | Hauptstraße 17, gegenüber Standort KG: Sittendorf | Südlich des Ortes steht ein Bildstock mit abgefastem Schaft und einem Quaderaufsatz mit vier rechteckigen Nischen. Das Denkmal wurde in der ersten Hälfte des 17. Jahrhunderts errichtet. | BDA-Hist.: Q38148483 Status: § 2a Stand der BDA-Liste: 2025-06-30 Name: Bildstock GstNr.: 447/3 |
| ja   | Datei hochladen | Figurenbildstock hl. Johannes Nepomuk HERIS-ID: 77103 Objekt-ID: 90708   | gegenüber Hauptstraße 8 Standort KG: Sittendorf   | Die Statue des hl. Johannes Nepomuk wurde in jüngerer Zeit von der Stöbermühle an den nördlichen Ortsausgang versetzt. Sie ist inschriftlich mit 1777 bezeichnet. | BDA-Hist.: Q38148493 Status: § 2a Stand der BDA-Liste: 2025-06-30 Name: Figurenbildstock hl. Johannes Nepomuk GstNr.: 8/1 |
| ja   | Datei hochladen | Bildstock HERIS-ID: 108358 Objekt-ID: 125803                             | Hauptstraße 33, vor Standort KG: Walkersdorf      | Der im 17. Jahrhundert errichtete Bildstock am nordwestlichen Ortsausgang trägt am Pfeiler einen Aufsatz mit Reliefs des Schweißtuchs der hl. Veronika und der Kreuztragung, bekrönt von einem Steinkreuzaufsatz. | BDA-Hist.: Q37812757 Status: Bescheid Stand der BDA-Liste: 2025-06-30 Name: Bildstock GstNr.: 77/3 |
| ja   | Datei hochladen | Ortskapelle HERIS-ID: 67629 Objekt-ID: 80603                             | Weinbergweg 1, vor Standort KG: Walkersdorf       | Die an einer Straßenkreuzung gelegene Ortskapelle von Walkersdorf wurde 1893 errichtet. Sie hat einen geschweiften Giebel, einen Dachreiter und eine eingezogene Apsis. | BDA-Hist.: Q38117285 Status: § 2a Stand der BDA-Liste: 2025-06-30 Name: Ortskapelle GstNr.: .19 |
| ja   | Datei hochladen | Bildstock HERIS-ID: 77078 Objekt-ID: 90681                               | Standort KG: Walkersdorf                          | In einem Weingarten auf dem Galgenberg befindet sich ein Pfeilerbildstock mit Reliefs, der 1653 als Stationssäule des von Grafenegg zur Kirche in Straß führenden Rosenkranzweges errichtet wurde. | BDA-Hist.: Q38148353 Status: Bescheid Stand der BDA-Liste: 2025-06-30 Name: Bildstock GstNr.: 521/1 Wayside shrine 90681, Walkersdorf                                                                                            |

## Ehemalige Denkmäler
| Foto |                 | Denkmal | Standort                                | Beschreibung | Metadaten |
| ---- | --------------- | --- | --------------------------------------- | --- | --- |
| ja   | Datei hochladen | Pfarrhof und Wirtschaftsgebäude Objekt-ID: 54116bis 2019                                                               | Kirchenplatz 9 Standort KG: Haitzendorf | Das Wohngebäude ist ein zweigeschoßiger Vierflügelbau um einen rechteckigen Hof. Vom östlichen Flügel führt ein Verbindungsgang zum Kirchturm. Außen und an der Hofseite ist die Fassade durch Kordonbänder gegliedert. Südlich hat der Bau eine elfachsige Fassade. Das nicht mittig gesetzte Segmentbogenportal liegt in einem pilastergegliederten Portalfeld und ist durch eine verbreiterte Achse betont. In der siebenachsigen Westseite befindet sich das Mittelportal mit Oberlichte und aufgedoppelten Türflügeln mit Rautenmuster. Hofseitig liegt an der Westfront ein steingerahmtes Rechteckportal mit gesprengtem Segmentbogengiebel. Im nordöstlichen Eckteil erhebt sich ein Wirtschaftstrakt mit Schüttboden. Innen haben die Räume durchwegs Kreuzgratgewölbe auf Konsolen. Es gibt eine zweiläufige und eine dreiläufige Treppe. Im Obergeschoß sind gekehlte Flachdecken mit anstuckierten, geschweiften Spiegeln zu sehen; in der Nordwestecke ein Saal mit reich gegliedertem Putzschnittspiegel und Mittelrosette. Zur Ausstattung zählen ein klassizistischer Ofen und ein Zylinderofen. Anmerkung: Kein Abgang, sondern andere Fassung des Schutzobjekts. Seit 2020 unter der ID 131409 geschützt. | BDA-Hist.: Q106707471 Status: § 2a Stand der BDA-Liste: 2019-01-23 Name: Pfarrhof und Wirtschaftsgebäude GstNr.: .12/1 Pfarrhof Haitzendorf                                           |
| ja   | Datei hochladen | Pavillon/Gartenhaus HERIS-ID: Kein Wert Objekt-ID: 80182bis 2019                                                       | Standort KG: Haitzendorf                | Der Pavillon in der Nordwestecke des Pfarrgartens ist ein dreiachsiger, unterkellerter Bau von 1708. Anstelle des ursprünglichen Schindeldaches hat er heute ein Kupferdach von 1975 in der ursprünglichen Mansardform. Er ist durch ein umlaufendes, reich profiliertes Gesims über Pilastern sowie durch Fensterrahmungen und Parapete in eingeschnittenen Feldern gegliedert. Innen befindet sich ein neues Gewölbe und ein neuer Fußboden. An der spätbarocken Wandmalerei sind figürliche Szenen mit exotischen Pflanzen und Landschaften abgebildet. Die zwei an den Schmalseiten zugemauerten Fenster haben gemalte Gitter. Anmerkung: Kein Abgang, sondern andere Fassung des Schutzobjekts. Seit 2020 unter der ID 131409 geschützt. | BDA-Hist.: Q38116017 Status: § 2a Stand der BDA-Liste: 2019-01-23 Name: Pavillon/Gartenhaus GstNr.: .12/2 Pfarrhof Haitzendorf                                                        |
| ja   | Datei hochladen | Umfassungsmauer, Wirtschaftsgebäude und Gartenbaudenkmal des Pfarrgartens HERIS-ID: Kein Wert Objekt-ID: 80202bis 2019 | Standort KG: Haitzendorf                | Der Pfarrgarten umfasst ein rechteckiges Areal mit einer durchgehenden Nord-Süd-Achse, die durch je ein in die Umfassungsmauer eingelassenes, geschweiftes Portal mit Vasenaufsätzen fixiert ist. Die beiden Durchfahrten im Nord- und Südtrakt des Wohngebäudes liegen in dieser Achse. Im Nordosten ist an das Wohngebäude ein eingeschoßiges Stallgebäude angeschlossen, dessen ehemaliges Kreuzgratgewölbe des 18. Jahrhunderts später durch eine Stichkappentonne ersetzt und im 19. Jahrhundert erneuert wurde. Im Nordosten liegen parallel zueinander eine mächtige Scheune des 18. Jahrhunderts (?) in Ständerbauweise und ein zweigeschoßiger Wagenschuppen mit Schüttboden, dessen Stiege platzlunterwölbt ist. Anmerkung: Kein Abgang, sondern andere Fassung des Schutzobjekts. Seit 2020 unter der ID 131409 geschützt. | BDA-Hist.: Q38116148 Status: § 2a Stand der BDA-Liste: 2019-01-23 Name: Umfassungsmauer, Wirtschaftsgebäude und Gartenbaudenkmal des Pfarrgartens GstNr.: 98, 99 Pfarrhof Haitzendorf |